# غرب إفريقيا الفرنسي في الحرب العالمية الثانية

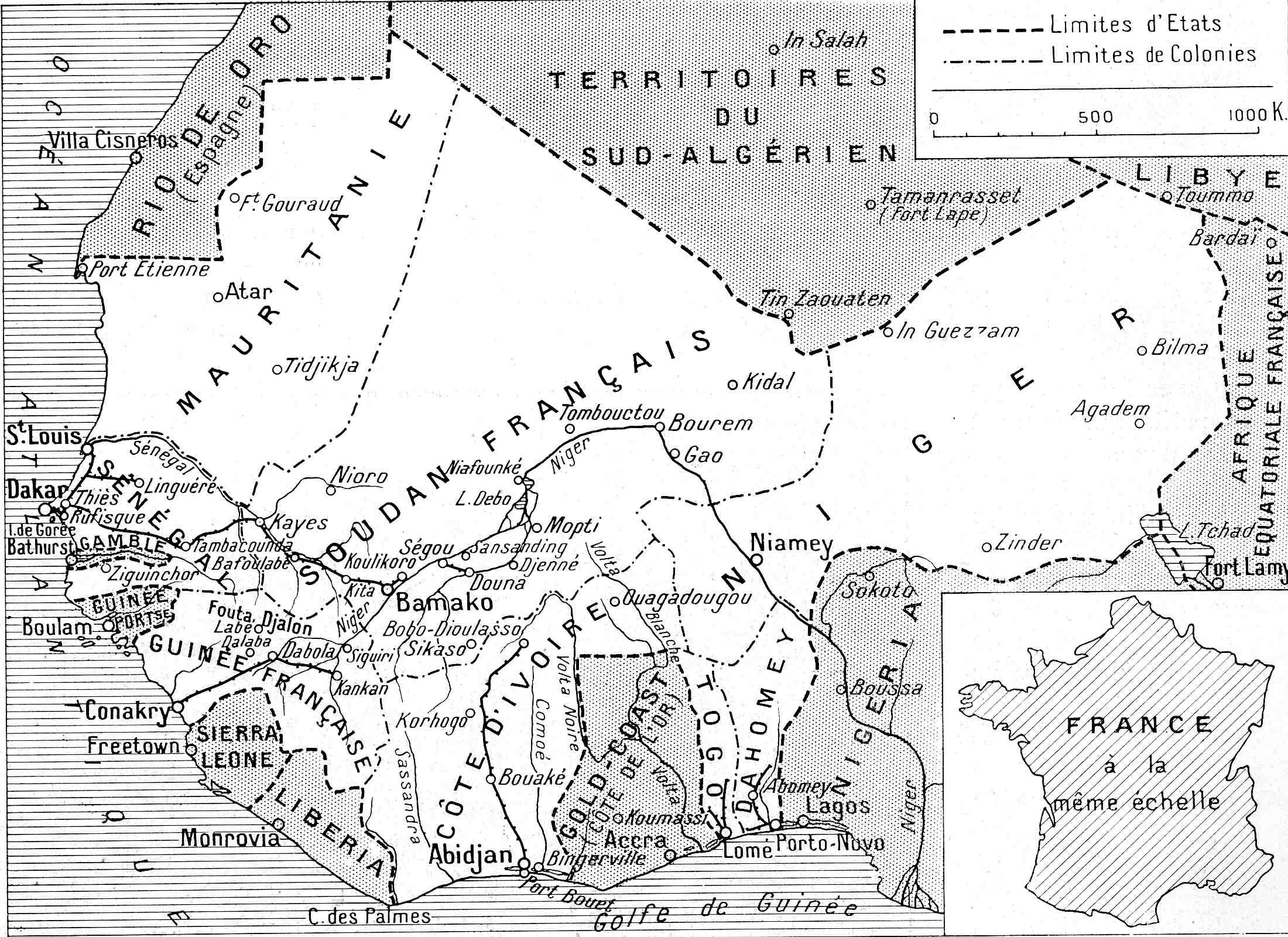
خريطة غرب إفريقيا الفرنسي عشية الحرب (عام 1936)

لعبت ساحة غرب إفريقيا الفرنسي ساحة شبه مهمة خلال معارك وحروب وأحداث الحرب العالمية الثانية. بشكل عام شهدت هذه المنطقة حربا واحدة وهي معركة داكار التي حصلت في 23-25 أيلول/سبتمبر 1940. ظلت المنطقة تحت سيطرة فرنسا الفيشية وذلك بعد معركة فرنسا أي 25 حزيران/يونيو 1940 حتى غزو الحلفاء في شمال إفريقيا في الفترة الممتدة من 8 إلى 16 نوفمبر 1942. تعدّ الكونغو الفرنسية أول مسعمَرات فرنسا في إفريقيا الاستوائية الفرنسية كما تُعتبر المنطقة الوحيدة التي لم تنضم إلى فرنسا الحرة بعد الهدنة مما تسبب في غزو القوات الفرنسية لها وللمستعمرات المجاورة.
على عكس الوضع في فرنسا؛ لم تُخفّض القوات الاستعمارية الفرنسية في غرب إفريقيا من قوتها بعد هدنة عام 1940. هذا الأمر ساعد المنطقة على الدخول في تحالف معَ دول المحور وتوفير إضافة قيمة إلى قوات فرنسا الحرة باعتبارها القوات المُحررة. قبل هذا؛ اندلعَ بعض التوتر بين القوات الفرنسية والمستعمرات البريطانية المجاورة خاصة سيراليون مما أدى إلى تشكيل حلف موحد في يونيو/حزيران 1941 عملَ على ضمان حصول أي حوادث بين المُستعمرتان.

## معركة داكار

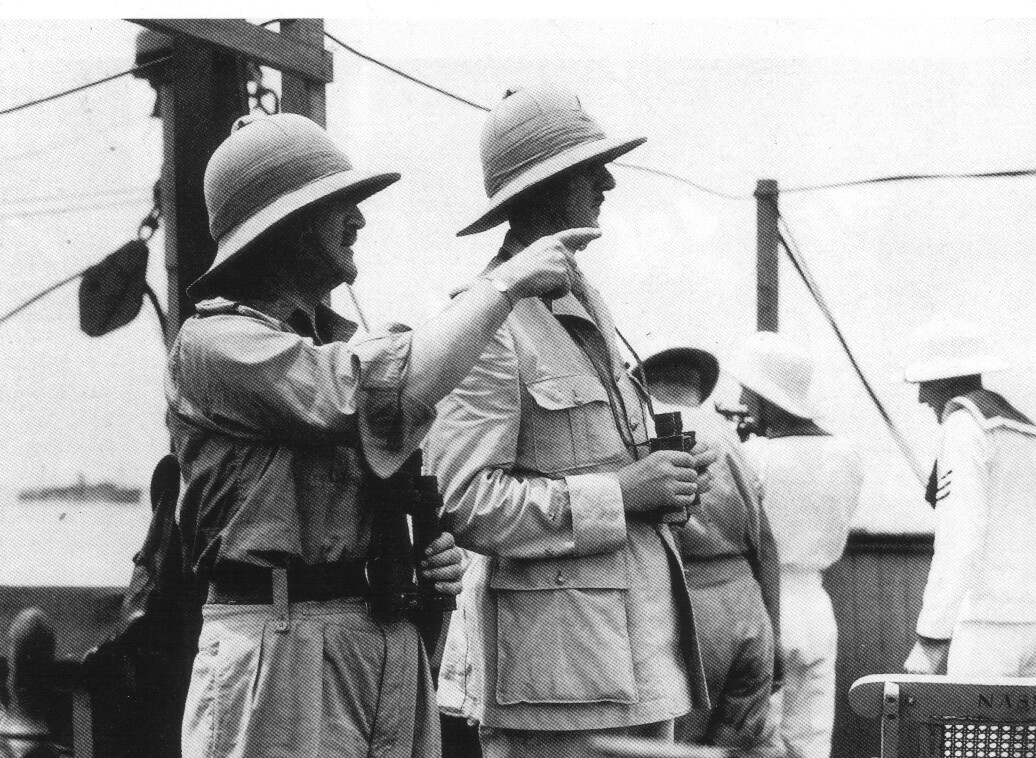
الجنرال سبيرز والجنرال ديغول في طريقهما إلى داكار على متن السفينة الهولندية ويسترنلاند

اندلعت مشاعر تُكنّ الغضب والكره للملكة المتحدة في إفريقيا وذلك بعض ضرب ميناء داكار فيالسنغال بغرب إفريقيا الفرنسي في 10 يوليو 1940. في آب/أغسطس اقترحَ الجنرال شارل ديغول من فرنسا الحرة حملة إنزال للقوات في كوناكري بغينيا الفرنسية. حصل ديغول على تأييد الشعب الإفريقي إلا أن اقتراحه قد رُفض من قِبل القوات البريطانية.
بحلول 18 أيلول/سبتمبر من نفس العام تمّ اعتراض ثلاث طرادات فرنسية من قبل سفن الحلفاء في طريقها إلى ليبرفيل. شمل هذا الاعتراض كذلك فرقاطة أستراليا كما أجبر الحلفاء ثلاث سفر فرنسية على التراجع.
اشتدت نتيجة الهجمات على السفن الفرنسية مما تسبب في اندلاع معركة داكار من 23 أيلول/سبتمبر إلى 25 سبتمبر 1940 وذلك بعد فشلِ قوات التحالف في إقناع قوات فرنسا الفيشية بالدخول بشكل سلمي للمدينة. حاولت قوات الحلفاء في البداية إقناع قوات فرنسا الفيشية عن طريق البروباغندا، ثم حاول فيما بعد أن تأخذ داكار بقوة السلاح. فشلت كل المحاولات فتبددت آمال السيطرة على غرب إفريقيا الفرنسي مما أثر على النمو الاقتصادي في إفريقيا الاستوائية الفرنسية وذلك في أعقاب الهدنة.